# Jan Stone
Jan Stone OSA (ur. ?, zm. 24 grudnia 1539 w Canterbury) – angielski męczennik, ofiara prześladowań antykatolickich okresu reformacji, święty Kościoła katolickiego.

## Życiorys
Dzięki relacji anglikańskiego biskupa Dover Richarda Yngwortha złożonej Cromwellowi dowiadujemy się, iż kiedy 14 grudnia 1538 roku przybył do klasztoru Zakonu Świętego Augustyna w Canterbury by odebrać przysięgę na uznanie króla zwierzchnikiem Kościoła w Anglii i przejąć dobra wspólnoty zakonnej, Jan Stone mino nacisków odmówił. Mimo odosobnienia i poddaniu przesłuchaniom postawy nie zmienił. Został prawdopodobnie przewieziony do Londynu i uwięziony w Tower of London, ale proces wytoczono mu w Canterbury, gdzie skazano go na śmierć i wykonano wyrok. Według Mikołaja Harpsfielda w czasie pobytu w więzieniu w Canterbury miało miejsce niezwykłe zdarzenie. Jan Stone miał usłyszeć głos wzywający do przyjęcia śmierci za wiarę. Relację z o wydarzeniu przekazał sam Stone. Z egzekucji zachowały się rachunki za szubienicę i wynagrodzenie dla kata i jego pomocnika.
Na podstawie analiz czasów i miejsca śmierci wokół życia postaci pojawiły się legendy. Wedle tych przekazów miał prowadzić działalność  w Canterbury we wspólnocie klasztornej „Braci Augustianów”, jak ówcześnie określano zakon. Najstarsze biografie przypisują mu ukończenie studiów uniwersyteckich ze stopniem naukowym magistra lub doktora. Te same źródła określają go jako kaznodzieję i przypisują stanowisko przeora w Droitwich, oraz wykładowcy uniwersyteckiego. Działalność Jana Stone’a miała wywierać znaczący wpływ na życie mu współczesnych w stopniu, który sprawił, iż król Henryk VIII zabiegał o jego  pozyskanie dla własnych celów.
Wspominany jest w dniu 25 października.
Beatyfikowany 29 grudnia 1886 przez papieża Leona XIII, a kanonizowany został w grupie Czterdziestu męczenników Anglii i Walii przez Pawła VI 25 października 1970 roku.
Jest patronem parafii St John Stone’s w Southport.